# Geschichte der Juden in Kulmbach
Die Geschichte der Juden in Kulmbach begann in einer ersten Phase im 14. und 15. Jahrhundert. Zu Beginn des 20. Jahrhunderts wurde die Israelitische Kultusgemeinde gegründet, deren Mitglieder im Holocaust ermordet wurden. Die letzten Juden in Kulmbach emigrierten 1948 nach Israel.

## Mittelalter
1372 erklärte der Burggraf Friedrich V. den Gelehrten Meir zu Peyerreut zum Landesrabbiner über die Judengemeinden Bayreuth, Hof und Kulmbach. Ab 1373 wurden die Kulmbacher Juden mit Steuerprivilegien und Schutzbriefen ausgestattet und ein Judengericht wurde eingerichtet, welches vor der Synagoge auf dem Judenplatz tagte. Die in Kulmbach ansässigen Juden wohnten vermutlich am Judenplatz bzw. in der Judengasse (diese heißt seit 1845 Waaggasse). Ihren Lebensunterhalt verdienten sie durch den Geldhandel. Ab 1444 gab es die jüdische Gemeinde nicht mehr, es lebten in den nächsten Jahrhunderten immer wieder einzelne Familien in Kulmbach. Der Rat der Stadt war strikt gegen Juden, diese restriktive Politik wurde über Jahrhunderte beibehalten.

## Seit dem 19. Jahrhundert
Ab dem 19. Jahrhundert war es jüdischen Händlern gestattet, sich für geschäftliche Zwecke tagsüber in der Stadt aufzuhalten. Mit dem Bayerischen Judenedikt von 1813 begann die rechtliche Gleichstellung der Juden, auch in Kulmbach siedelten sich einige wenige Familien an, so lebten 1899 nur fünf jüdische Familien mit insgesamt 27 Familienmitgliedern in der Stadt. Diese beantragten bei der Bayreuther Regierung die Anerkennung einer Israelitische Kultusgemeinde, dies wurde 1903 gewährt. Sie war halb-autonom und unterstand zunächst dem Distriktsrabbinat Burgkunstadt, ab 1915, nach dem Tod des Distriktrabbiners Ezechiel Goitein, dem Distriktsrabbinat Bayreuth. Die Toten wurden weiterhin auf dem Ebnether Friedhof von Burgkunstadt beerdigt. Schon bei der Gründung der jüdischen Gemeinde kam es zur antisemitischen Hetze. Im „Hotel Goldener Hirsch“ wurde ein Betsaal angemietet, später wurden die Gottesdienste im „Cafe Beyerlein“ und dann bis 1933 in Gasthaus „Krone“ abgehalten. Nach 1933, nach der Machtübernahme durch die Nationalsozialisten, wurden die Gottesdienste im Haus von Franz Weiss abgehalten. Im Ersten Weltkrieg starben drei Kulmbacher Juden auf den Schlachtfeldern.

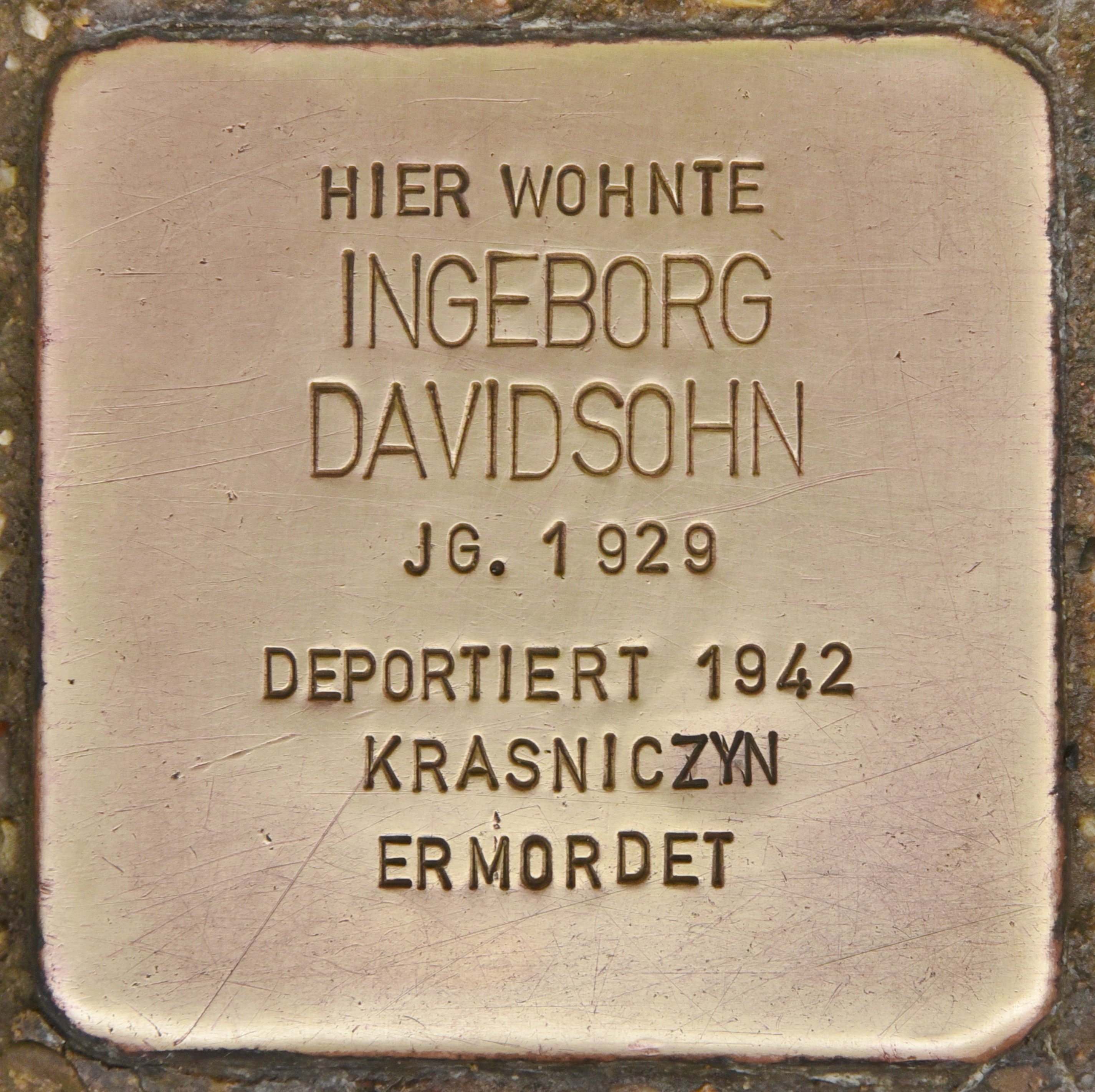
Stolperstein für Ingeborg Davidson

Gegen Ende der 1920er Jahre gewann die NSDAP deutlich an Einfluss, Kulmbach wurde eine der mitgliederstärksten Hochburgen in Bayern. Im Jahr 1930 zählte die Stadt noch 43 Menschen jüdischen Glaubens, doch bedingt durch den Antisemitismus, Boykotte und Verfolgung sank deren Zahl rasch. 1938 lebten nur noch 16 Juden in Kulmbach, während der Novemberpogrome wurden die fünf jüdischen Haushaltsvorstände in der Fronfeste festgesetzt. Karl Strauss war es zuvor noch gelungen, die Thorarollen zu retten und in die Synagoge Bamberg an der Herzog-Max-Straße zu bringen. Er war schließlich einer der ersten jüdischen Bürger Kulmbachs, der Opfer der NS-Justiz wurde: 1938 wurde er unter dem Vorwurf der Rassenschande zu acht Jahren Zuchthaus verurteilt, später nach Auschwitz deportiert und ermordet.
Die letzten noch in Kulmbach lebenden jüdischen Familien Flörsheim und Davidsohn wurden von den Nationalsozialisten in Baracken in Ziegelhütten und der Pörbitsch verbannt. Am Morgen des 24. April 1942 wurden der Viehhändler Nathan Flörsheim und seine Frau Selma sowie das Ehepaar Berta und Georg Davidsohn (bis 1933 Geschäftsinhaber am Holzmarkt) mit ihren Kindern Georg, Albert und Ingeborg zum Güterbahnhof kommandiert. Sie wurden zunächst nach Bamberg gebracht und dort über Nacht im jüdischen Gemeindezentrum „Weiße Taube“ eingesperrt. Damit war Kulmbach „judenrein“. Zur Mittagsstunde des 25. April mussten sie den aus Würzburg eingetroffenen Sonderzug Da 49 besteigen, dessen Wagen bereits mit Hunderten von Menschen überfüllt waren. Die viertägige Tag-und-Nacht-Fahrt ohne Versorgung bei geschlossenen Abteilen endete in Krasnystaw in Ostpolen. Von dort mussten die entkräfteten Menschen 16 Kilometer weiter in das Transitghetto Kraśniczyn laufen. Nach einigen Wochen wurden sie am 6. Juni 1942 in das Vernichtungslager Sobibor gebracht, wo alle 955 Menschen des Transports in Gaskammern ermordet wurden.
Nach der Befreiung vom Nationalsozialismus im April 1945 bildete sich kurzzeitig noch einmal eine jüdische Gemeinde aus 100 Displaced Persons, die überwiegend aus Osteuropa stammten. Sie kamen teilweise in Wohnungen und Häusern von NS-Belasteten unter. Ein jüdisches Gemeindehaus (die Parkschenke, heute Hotel Ertl) wurde im August 1946 eingeweiht. Nach der Gründung des Staates Israel verließen die meisten der jüdischen DP's Kulmbach und gingen nach Israel. Am 15. November 1948 wurden die wenigen noch Verblieben offiziell von damaligen Oberbürgermeister Georg Hagen im Beisein eines Vertreters des jüdischen Zentralkomitees, Nathan Spitzer, verabschiedet.